# Campionati mondiali di nuoto in vasca corta 2024 - 800 metri stile libero femminili
La gara degli 800 metri stile libero femminili dei campionati mondiali di nuoto in vasca corta 2024 si è svolta l'11 dicembre 2024 presso la Duna Aréna di Budapest.

## Podio
| Pos.    | Atleta            | Nazione     |
| ------- | ----------------- | ----------- |
| Oro     | Lani Pallister    | Australia   |
| Argento | Isabel Marie Gose | Germania    |
| Bronzo  | Katie Grimes      | Stati Uniti |

## Record
Prima della manifestazione il record del mondo (RM) e il record dei campionati (RC) erano i seguenti.
|  | 7'57"42 | Katie Ledecky | 5 novembre 2022 Indianapolis |
|  | 8'02"90 | Li Bingjie    | 18 dicembre 2021 Abu Dhabi   |

Durante la competizione è stato migliorato il seguente record:
|  | 8'01"95 | Lani Pallister |

## Programma
| Data             | Ora         |
| ---------------- | ----------- |
| 11 dicembre 2024 | 10:35/19:14 |

## Risultati
| Pos.    | Batteria | Corsia | Atleta                   | Nazionalità   | Tempo       | Note |
| ------- | -------- | ------ | ------------------------ | ------------- | ----------- | ---- |
| Oro     | 4        | 4      | Lani Pallister           | Australia     | 8'01"95     |      |
| Argento | 4        | 8      | Isabel Marie Gose        | Germania      | 8'05"42     |      |
| Bronzo  | 4        | 6      | Katie Grimes             | Stati Uniti   | 8'05"90     |      |
| 4       | 4        | 3      | Paige Madden             | Stati Uniti   | 8'07"22     |      |
| 5       | 4        | 2      | Simona Quadarella        | Italia        | 8'09"39     |      |
| 6       | 4        | 5      | Anastasiia Kirpichnikova | Francia       | 8'15"16     |      |
| 7       | 3        | 4      | Ajna Késely              | Ungheria      | 8'18"04     |      |
| 8       | 2        | 6      | Gan Ching Hwee           | Singapore     | 8'18"85     |      |
| 9       | 3        | 3      | Sofia Diakova            | NAB           | 8'18"93     |      |
| 10      | 3        | 7      | Eve Thomas               | Nuova Zelanda | 8'20"08     |      |
| 11      | 4        | 1      | Kseniia Misharina        | NAB           | 8'20"81     |      |
| 12      | 3        | 6      | Amelie Blocksidge        | Gran Bretagna | 8'21"47     |      |
| 13      | 3        | 0      | Gabrielle Roncatto       | Brasile       | 8'22"45     |      |
| 14      | 3        | 1      | Vivien Jackl             | Ungheria      | 8'22"79     |      |
| 15      | 4        | 7      | Miyu Namba               | Giappone      | 8'23"66     |      |
| 16      | 2        | 2      | Artemis Vasilaki         | Grecia        | 8'27"23     |      |
| 17      | 3        | 9      | Liang Xiaolan            | Cina          | 8'27"57     |      |
| 18      | 3        | 5      | Tiana Kritzinger         | Australia     | 8'27"90     |      |
| 19      | 2        | 4      | Kong Yaqi                | Cina          | 8'28"46     |      |
| 20      | 3        | 2      | Maria Fernanda Costa     | Brasile       | 8'29"21     |      |
| 21      | 2        | 8      | Emma Finlin              | Canada        | 8'29"96     |      |
| 22      | 2        | 1      | Stephanie Houtman        | Sudafrica     | 8'30"32     |      |
| 23      | 3        | 8      | Deniz Ertan              | Turchia       | 8'35"01     |      |
| 24      | 2        | 0      | Sasha Gatt               | Malta         | 8'35"15     |      |
| 25      | 2        | 5      | Delfina Dini             | Argentina     | 8'35"72     |      |
| 26      | 2        | 3      | Ada Hakkarainen          | Finlandia     | 8'36"86     |      |
| 27      | 2        | 7      | Francisca Martins        | Portogallo    | 8'38"96     |      |
| 28      | 1        | 4      | Kyra Rabess              | Isole Cayman  | 8'46"13     |      |
| 29      | 1        | 3      | Laura Benková            | Slovacchia    | 8'50"03     |      |
| 30      | 1        | 5      | Gilaine Ma               | Hong Kong     | 8'58"06     |      |
| DNS     | 2        | 9      | Inana Soleman            | Siria         | Non partita |      |